# Nordpark (Bielefeld)

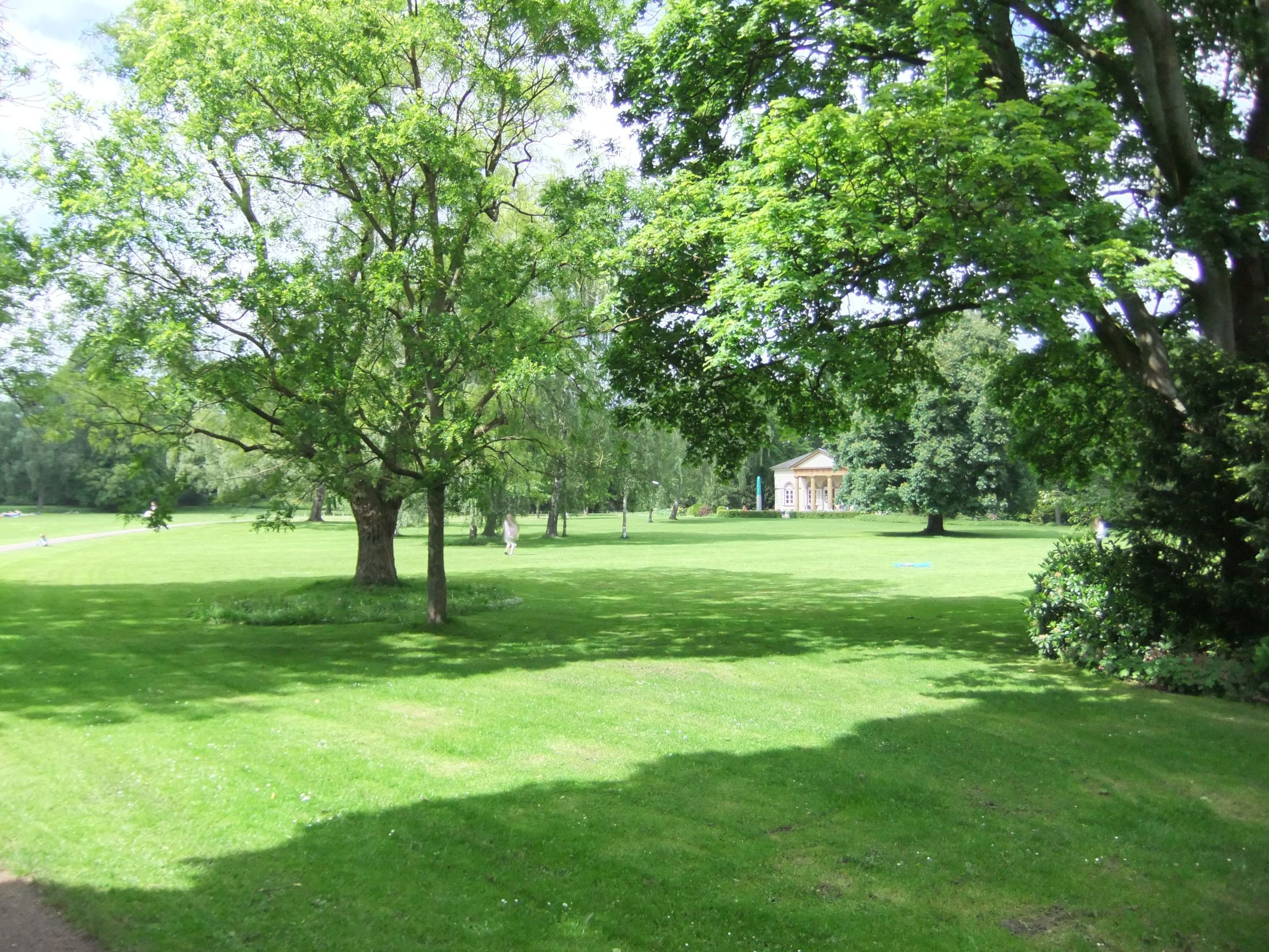
Parkansicht mit Gartenhaus im Nordpark

Der Nordpark ist eine etwa 7 ha große Parkanlage in Bielefeld. Sie ist vor allem für das denkmalgeschützte Gartenhaus und die Dahlienschau bekannt.

## Geschichte
Der ehemalige Gartenbaudirektor der Stadt Bielefeld Paul Meyerkamp initiierte den Bau des Parkes 1937. Die Freiflächen zwischen der stetig wachsenden Bebauung sollten als Grünlagen zur Erholung genutzt werden. Bereits 1944 wurde diese Funktion aufgrund der mangelhaften Versorgungslage während des Zweiten Weltkriegs durch die Nutzung als Grabeland für die umliegende Bevölkerung ersetzt. Die damit einhergehende Parzellierung sowie die Bewirtschaftung fanden erst 1992 ihren Abschluss. Jedoch wurde der Großteil des Parks bereits in den Jahren 1953–1956 zu einem Landschaftspark umgebaut. 1969 wurde die Dahlienschau, die seitdem jährlich vom Spätsommer bis Herbst stattfindet, erstmals gezeigt.

## Parkgelände

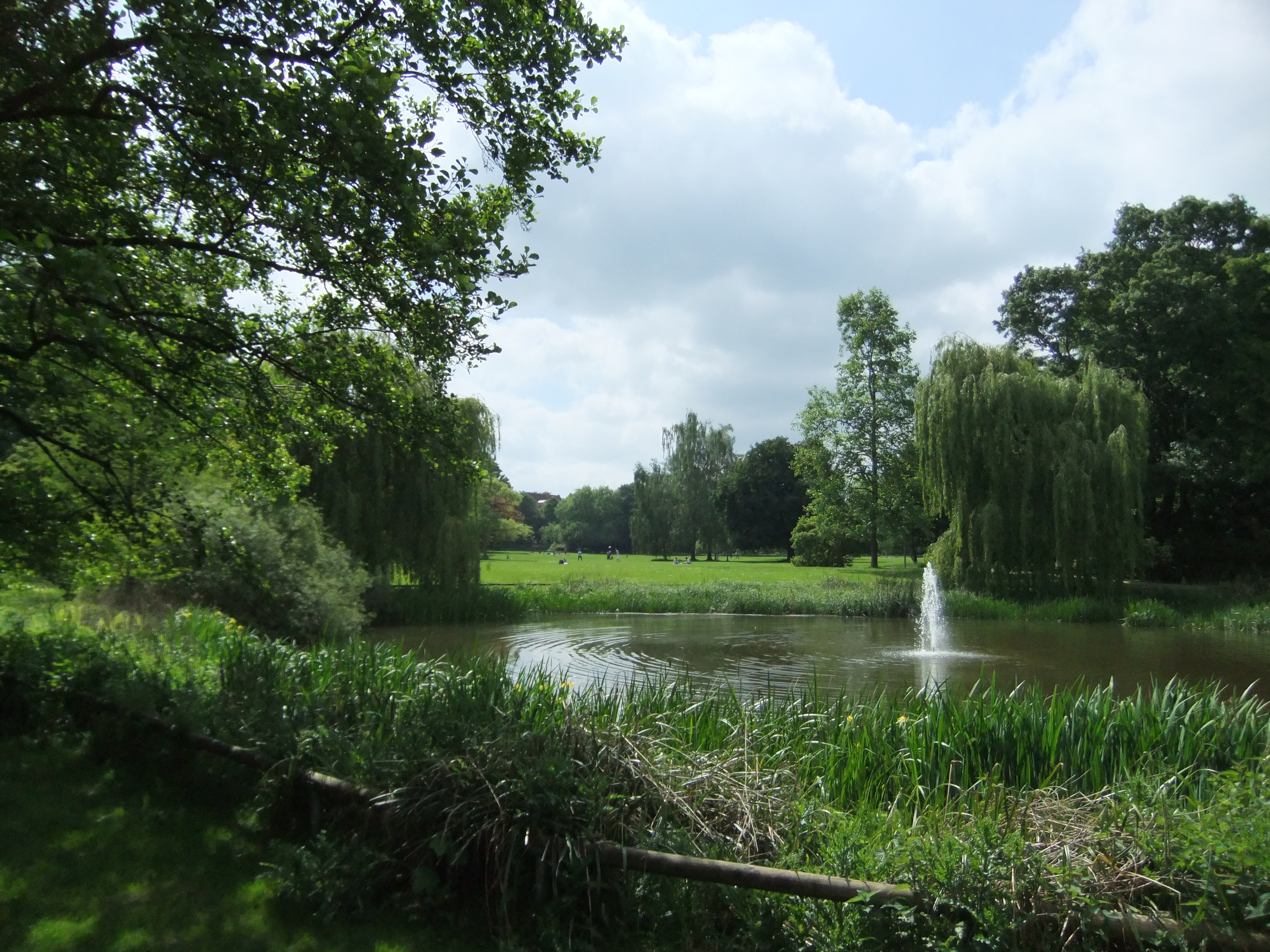
Parkansicht mit Teich und Wasserfontäne

Der Nordpark umfasst Beete, Rasenflächen, Rundwege und zahlreiche beschilderte Laubgehölze. Darüber hinaus befinden sich spezielle Anlagen auf dem Gelände, die Rosen, Rhododendren und Staudengwächsen gewidmet sind. Entsprechend bieten sich unterschiedliche Blütenstände zu verschiedenen Zeiten. Bemerkenswert ist ein über 130 Jahre alter Tulpenbaum mit 4,80 m Stammumfang, der als Naturdenkmal ausgewiesen ist. Die Grünanlagen umfassen weiter einen Minigolfplatz, Spiel- und Liegewiesen, einen Teich mit Wasserfontäne sowie einen Spielplatz, der im Jahr 2012 durch einen internationalen Jugendgemeinschaftsdienst erneuert wurde. An markanten Bäumen sind Informationstafeln zu Art und ursprünglichem Lebensraum angebracht.
Bemerkenswert ist das Gartenhaus, welches auch Schinkel-Pavillon genannt wird und heute ein Café beherbergt.

## Sonstiges
Der Park befindet sich im Stadtbezirk Mitte in einer von Ein- und Mehrfamilienhäusern geprägten Wohngegend. An der benachbarten Apfelstraße befindet sich in einem denkmalgeschützten ehemaligen Fabrikgebäude das Nordpark Center, ein Einkaufszentrum zur Nahversorgung. Mit öffentlichen Verkehrsmitteln ist der Nordpark mit der Stadtbahn-Linie 3 im gleichnamigen U-Bahnhof zu erreichen.